# Ziaire Williams
Ziaire Williams Jr. (Lancaster, 12 settembre 2001) è un cestista statunitense.

## Inizi e high school
Nato a Lancaster, California, come unico figlio di Ziaire Williams Sr. e Marquita Fields-Williams, Williams inizia a giocare a basket all'età di cinque anni. Nei suoi primi tre anni di high school frequenta la Notre Dame High School di Sherman Oaks, Los Angeles. Nella sua stagione da freshman, realizza in media 13,6 punti e 6,5 rimbalzi a partita. Nella sua seconda stagione, Williams perde gran parte dell'anno per un infortunio. Il 14 gennaio 2019, da junior, viene nominato atleta della settimana da parte del Los Angeles Daily News dopo due partite consecutive con almeno 34 punti. Nella sua stagione da junior, Williams tiene le medie di 27 punti, 10 rimbalzi e tre assist a partita, venendo inoltre inserito nel primo quintetto della Mission League e nel secondo quintetto USA Today All-USA California.
Il 18 luglio 2019 si trasferisce alla Sierra Canyon School di Chatsworth, Los Angeles per il suo ultimo anno. Si unisce alla squadra insieme alla recluta a cinque stelle BJ Boston, in una squadra che comprende anche Bronny James e Zaire Wade, figli, rispettivamente, di LeBron James e Dwyane Wade. A causa delle regole di trasferimento della CIF Southern Section (CIF-SS), Williams è però costretto a saltare più di 10 partite. esordendo solamente il 30 dicembre. Al suo debutto in stagione, realizza 28 punti nella sconfitta per 85-81 all'overtime contro la Rancho Christian School di Evan Mobley. L'11 marzo 2020, Williams segna 17 punti con un buzzer beater nella vittoria in rimonta per 63-61 contro la Etiwanda High School. Da senior, tiene le di 15 punti, 7,9 rimbalzi e 3,6 assist a partita, aiutando Sierra Canyon a vincere il titolo CIF-SS Open Division. Viene nominato giocatore dell'anno dal Los Angeles Times. Williams viene inoltre selezionato per giocare nel McDonald's All-American Game, nel Jordan Brand Classic e nel Nike Hoop Summit, tutti e tre cancellati a causa della pandemia di COVID-19.

## College
Williams era considerato una recluta a 5 stelle, e la migliore ala piccola della sua classe. Il 12 aprile 2020 Williams annuncia di aver accettato l'offerta di Stanford, rifiutando, tra le altre, quelle di North Carolina, UCLA, USC e Arizona. Nel suo debutto da collegiale, il 30 novembre 2020, realizza 19 punti e otto rimbalzi nella vittoria per 82-64 contro Alabama. Il 7 gennaio 2021, fa registrare, chiudendo con 12 punti, 12 rimbalzi e 10 assist, la prima tripla doppia di un giocatore di Stanford dal 2007, nella vittoria 91-75 su Washington. La stagione è però segnata da difficoltà personali e di squadra. Williams chiude con 10,7 punti, 4,6 rimbalzi e 2,2 assist di media a partita, tirando solamente con il 37% dal campo e il 29% da tre. Stanford, con un record di 14 vittorie e 13 sconfitte, non riesce a qualificarsi al torneo NCAA.
Il 31 marzo 2021 annuncia la sua intenzione di rendersi eleggibile per il Draft NBA 2021.

## NBA

### Memphis Grizzlies (2021-)
Williams viene selezionato con la decima scelta assoluta dai New Orleans Pelicans. In virtù di uno scambio tra New Orleans e Memphis concluso il giorno precedente, Williams viene immediatamente girato ai Grizzlies, insieme a Eric Bledsoe e Steven Adams, la 40ª scelta del Draft (poi girata a Utah) e una prima scelta futura (protetta in top-10). I Pelicans acquisiscono invece Jonas Valanciunas, la 17ª scelta del Draft 2021, usata per selezionare Trey Murphy, e la 51ª scelta (ceduta successivamente ai Clippers).

## Statistiche

### NCAA
| Anno      | Squadra           | PG | PT | MP   | TC%  | 3P%  | TL%  | RP  | AP  | PRP | SP  | PP   |
| --------- | ----------------- | -- | -- | ---- | ---- | ---- | ---- | --- | --- | --- | --- | ---- |
| 2020-2021 | Stanford Cardinal | 20 | 14 | 27,8 | 37,4 | 29,1 | 79,6 | 4,6 | 2,2 | 0,9 | 0,6 | 10,7 |
| Carriera  | Carriera          | 20 | 14 | 27,8 | 37,4 | 29,1 | 79,6 | 4,6 | 2,2 | 0,9 | 0,6 | 10,7 |

#### Massimi in carriera
- Massimo di punti: 19 vs Alabama (30 novembre 2020)[18]
- Massimo di rimbalzi: 12 vs Washington (7 gennaio 2021)
- Massimo di assist: 10 vs Washington (7 gennaio 2021)
- Massimo di palle rubate: 2 (6 volte)
- Massimo di stoppate: 2 (3 volte)
- Massimo di minuti giocati: 35 (2 volte)

### NBA

#### Regular Season
| Anno      | Squadra           | PG  | PT | MP   | TC%  | 3P%  | TL%  | RP  | AP  | PRP | SP  | PP   |
| --------- | ----------------- | --- | -- | ---- | ---- | ---- | ---- | --- | --- | --- | --- | ---- |
| 2021-2022 | Memphis Grizzlies | 62  | 31 | 21,7 | 45,0 | 31,4 | 78,2 | 2,1 | 1,0 | 0,6 | 0,2 | 8,1  |
| 2022-2023 | Memphis Grizzlies | 37  | 4  | 15,2 | 42,9 | 25,8 | 77,3 | 2,1 | 0,9 | 0,4 | 0,2 | 5,7  |
| 2023-2024 | Memphis Grizzlies | 51  | 15 | 20,4 | 39,7 | 30,7 | 82,7 | 3,5 | 1,5 | 0,7 | 0,2 | 8,2  |
| 2024-2025 | Brooklyn Nets     | 63  | 45 | 24,5 | 41,2 | 34,1 | 82,1 | 4,6 | 1,3 | 1,0 | 0,4 | 10,0 |
| Carriera  | Carriera          | 213 | 95 | 21,1 | 42,1 | 31,6 | 81,1 | 3,2 | 1,2 | 0,7 | 0,3 | 8,3  |

#### Play-off
| Anno     | Squadra           | PG | PT | MP   | TC%  | 3P%  | TL%  | RP  | AP  | PRP | SP  | PP  |
| -------- | ----------------- | -- | -- | ---- | ---- | ---- | ---- | --- | --- | --- | --- | --- |
| 2022     | Memphis Grizzlies | 10 | 1  | 16,8 | 44,2 | 30,6 | 92,3 | 1,6 | 0,5 | 0,5 | 0,0 | 6,9 |
| 2023     | Memphis Grizzlies | 4  | 0  | 3,0  | 28,6 | 33,3 | -    | 0,5 | 0,5 | 0,0 | 0,0 | 1,3 |
| Carriera | Carriera          | 14 | 1  | 12,9 | 42,4 | 30,8 | 92,3 | 1,3 | 0,5 | 0,4 | 0,0 | 5,3 |

#### Massimi in carriera
- Massimo di punti: 27 vs Milwaukee Bucks (15 febbraio 2024)[19]
- Massimo di rimbalzi: 10 vs Washington Wizards (28 ottobre 2023)
- Massimo di assist: 9 vs Oklahoma City Thunder (9 aprile 2023)
- Massimo di palle rubate: 3 vs Milwaukee Bucks (15 febbraio 2024)
- Massimo di stoppate: 2 (3 volte)
- Massimo di minuti giocati: 36 vs Milwaukee Bucks (15 febbraio 2024)

### G League
| Anno      | Squadra        | PG | PT | MP   | TC%  | 3P%  | TL%  | RP  | AP  | PRP | SP  | PP   |
| --------- | -------------- | -- | -- | ---- | ---- | ---- | ---- | --- | --- | --- | --- | ---- |
| 2022-2023 | Memphis Hustle | 7  | 7  | 30,3 | 43,2 | 25,0 | 80,0 | 7,4 | 3,0 | 1,0 | 0,4 | 19,9 |
| Carriera  | Carriera       | 7  | 7  | 30,3 | 43,2 | 25,0 | 80,0 | 7,4 | 3,0 | 1,0 | 0,4 | 19,9 |

## Palmarès

### Nazionale
- FIBA Under-19 World Cup (2019)

### Individuale

#### High school
- All-Mission League First Team (2019)
- USA Today All-USA California Second Team (2019)
- Los Angeles Times Boys' Basketball Player of the Year (2020)
- Naismith Boys High School Midseason Team (2020)
- McDonald's All American (2020)
- Jordan Brand Classic (2020)
- Nike Hoop Summit (2020)